# Padri-oorlogen

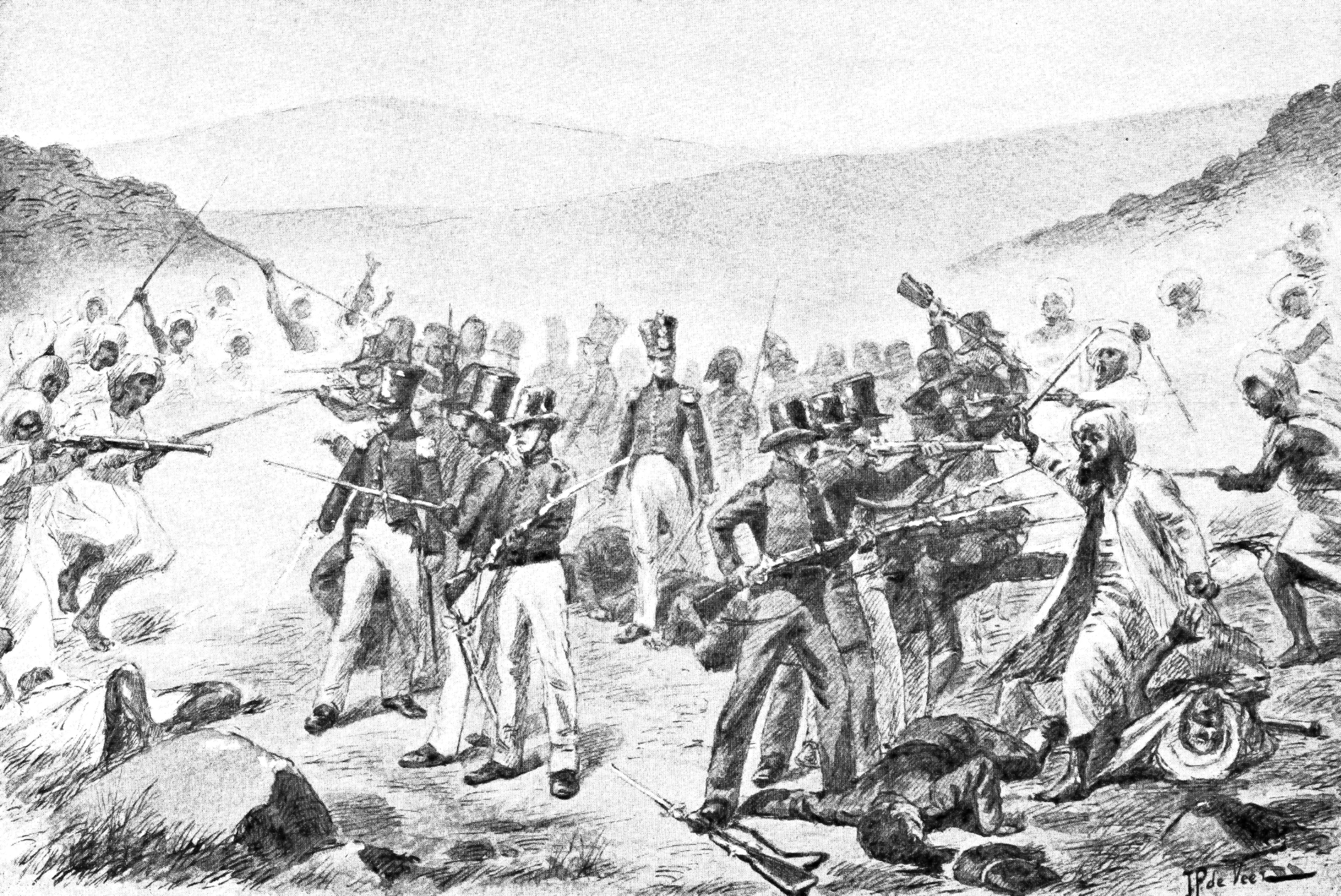
Het front

De Padri-oorlogen (ook wel de Minangkabau-oorlogen) bestonden uit een reeks van oorlogshandelingen tussen 1803 en 1837 in West-Sumatra, Indonesië tussen enerzijds de Padri en anderzijds de adel en de traditionele leiders van de Minangkabau. De Padri waren Sumatraanse islamisten die de sharia wilden opleggen in de Minangkabau, nadat ze tijdens de hadj waren geïnspireerd door het wahabisme. De traditionele leiders uit de Minangkabau vroegen hulp van het KNIL, dat tussen 1821 en 1837 bij het conflict was betrokken. In 1837 waren de Padri verslagen en had het Nederlandse koloniale gezag zijn greep op West-Sumatra verstevigd.
In het begin van de 19e eeuw stonden vooral Java en gebieden in zuidelijk Sumatra onder Nederlands gezag. Men was huiverig voor verdere gebiedsuitbreiding. Sinds gouverneur Van den Bosch hadden de bestuursambtenaren opdracht te voorkomen dat het gouvernement verwikkeld raakte in oorlogen tegen Indonesische volkeren. Op langere termijn was het wel zijn bedoeling om de hele archipel onder de macht van Nederland te brengen. Koning Willem I had hem gemachtigd Sumatra ten zuiden van Atjeh te onderwerpen.
Daarvoor was het nodig een eind te maken aan de burgeroorlog in Minangkabau, in het bergland achter Padang aan de westkust. De Padri hadden daar een heilige oorlog uitgeroepen om de strikte voorschriften van de islam te kunnen invoeren. Zij hadden een groot deel van het gebied in hun macht gekregen.

In 1821 hadden de Minangkabause hoofden een overeenkomst met het Nederlands-Indisch gouvernement gesloten waarin zij soevereiniteit afstonden in ruil voor hulp bij het verdrijven van de Padri. Er werd een kleine strijdmacht naar het gebied gestuurd maar ondanks steun van inheemse troepen gelukte het niet de Padri te verslaan. Bij het uitbreken van de Java-oorlog in 1825 werden de militairen weer teruggehaald.
In 1831 hervatte het gouvernement de strijd tegen de Padri. Het werd een moeizame oorlog in bergterrein. Het leger bestond ten dele uit Ambonezen, Boeginezen (van Celebes) en Madurezen maar Minangkabause troepen vormden 2/3 deel van het totaal, dat op zijn maximum 15.000 man bedroeg. Het hoofdkwartier van de Padri was de bergvesting Bonjol, de bekendste vesting van het gouvernement was Fort de Kock, op een steile top gelegen. Na vier jaar strijd waren de Padri teruggedrongen tot hun hoofdkwartier. Bonjol viel uiteindelijk in 1837. Imam Peto Sarif, bijgenaamd imam Bonjol, werd verbannen naar Menado. Heel Minangkabau kwam nu onder Nederlands bestuur, ook de ten noorden daarvan gelegen kustgebieden tot de grens met Atjeh.
Invasie van Java · Expedities naar Saparoea · Eerste expeditie naar Palembang · Tweede expeditie naar Palembang · Padri-oorlogen · Eerste Boni-expeditie · Tweede Boni-expeditie · Expeditie naar de westkust van Borneo · Java-oorlog · Expeditie naar de westkust van Sumatra · Opstand aan de westkust van Sumatra (1841) · Eerste expeditie naar Bali · Tweede expeditie naar Bali · Derde expeditie naar Bali · Expeditie naar de westerafdeling van Borneo · Eerste expeditie naar Palembang · Tweede expeditie naar Palembang · Expeditie tegen de Chinezen te Montrado · Expeditie naar Nias · Derde Boni-expeditie · Vierde Boni-expeditie · Expeditie naar de Zuider- en Oosterafdeling van Borneo · Bombardement van Shimonoseki · Expeditie naar de Pasoemah-landen · Vierde en vijfde expeditie naar Bali · Expeditie naar de westkust van Guinea · Atjehoorlog · Opstand der Chinezen in Mandor · Opstand te Djambi · Lombok-expeditie · Militaire excursie naar Midden-Lombok · Expeditie naar Korintji ·  Expeditie naar Bali (1906-1908) ·  Strijd om Tarakan · Guerrillaoorlog van het Indische leger op Celebes · Verovering van Atjeh door Japan · Guerrillaoorlog van het Indische leger op Nieuw-Guinea · Slag bij Manado · Slag om Ambon · Slag om Timor · Politionele acties · APRA-staatsgreep van kapitein Westerling